# Улика-Национальное сельское поселение
Улика-Национальное се́льское поселе́ние — муниципальное образование в Хабаровском районе Хабаровского края Российской Федерации. Образовано в 2004 году. 
Административный центр — село Улика-Национальное.

## Население
| 2010 | 2011 | 2012 | 2013 | 2014 | 2015 | 2016 |
| ---- | ---- | ---- | ---- | ---- | ---- | ---- |
| 156  | ↗157 | ↘156 | ↘155 | ↘146 | ↗149 | ↘139 |
| 2017 | 2018 | 2019 | 2020 | 2021 |      |      |
| ↗143 | ↗144 | ↗151 | →151 | ↘115 |      |      |

## Населённые пункты
В состав поселения входят 2 населённых пункта:
| № | Населённый пункт   | Тип  | Население |
| - | ------------------ | ---- | --------- |
| 1 | Улика-Национальное | село | ↘115      |
| 2 | Улика-Павловка     | село | ↘0        |